# Вулиця Вальдемара Пясецького (Луцьк)
Вулиця Вальдемара Пясецького —  внутрішня невеличка вулиця у центрі міста. Пролягає від  Заповітної до  вулиці Короленка. 

## Історія
Запроєктована ще на початку XX століття, а сформована вже в міжвоєнний час під назвою Петра Скарґи (єзуїтьський проповідник, публіцист). З 1941 року носила ім'я українського драматурга Тобілевича, з 1944 й донині своїм ім'ям ця вуличка завдячує російському композиторові, диригенту, педагогові Петрові Чайковському. Розпорядженням Луцького міського голови у квітні 2024 року перейменовано на Вальдемара Пясецького.